# Roudnaïa Pristan
Roudnaïa Pristan (en russe : Ру́дная При́стань, littéralement « Quai de minerai ») est un village de l'okroug urbain de Dalnegorsk dans le kraï du Primorié, en Extrême-Orient russe. Baignée par la mer du Japon, elle se situe à l'estuaire de la rivière Roudnaïa, et est dominée par la cordillère du Sikhote-Aline. Le village est considéré avec son voisin Dalnegorsk par le Blacksmith Institute comme l'un des lieux les plus pollués au monde. Mais malgré sa pollution notoire, elle est à la fois un lieu de l'archéologie dans le kraï , un lieu de plongée, et ses Deux frères, deux rochers icônes de l'endroit, figurent sur les billets de banque. Sa population, en déclin, s'élevait à 1 433 habitants au recensement de 2021

## Géographie

### Situation
Le village de Roudnaïa Pristan se situe dans le kraï du Primorié, un kraï, dans le sud de l'Extrême-Orient en Russie asiatique. Roudnaïa Pristan se trouve à 350 km au nord-est de Vladivostok, la capitale du district fédéral extrême-oriental et du kraï, et à 6 500 km à l'est de Moscou. Le village est situé dans l'okroug urbain de Dalnegorsk, et il est l'une des huit localités de l'okroug. Le centre administratif est Dalnegorsk, à 30 km au nord-ouest.
Roudnaïa Pristan est un village côtier, situé sur les rives de la baie de la Roudnaïa, à l'embouchure de la rivière du même nom. Le village est dominé par les montagnes de la cordillère du Sikhote-Aline.
La baie de la Roudnaïa est petite, non protégée des vents, et n'offre ainsi pas de protection aux navires. Sa largeur est de 1,5 mille marin. La baie est bordée au nord et au sud par des montagnes dépourvues de végétation. Au nord de la baie, des falaises abruptes de 80 à 100 mètres de haut s'y jettent. Au sud, la baie est délimitée par le cap Briner.
Le cap Briner est haut de 72 mètres, et au sommet se trouve le phare de Roudny. Il a été nommé d'après le marchand de Vladivostok Iouli Ivanovitch Briner, qui a découvert le gisement de Tetioukhe et qui a fondé les entreprises minières. Sa maison de campagne était située près du cap.

### Localités limitrophes
Les localités limitrophes sont :
- Au nord se trouve Pervomaïski  ;
- Au nord-ouest se situe Monomakhovo.

| Monomakhovo | Pervomaïski      |                                    |
|             | Roudnaïa Pristan | Baie de la Roudnaïa (mer du Japon) |
|             |                  |                                    |

### Climat
Roudnaïa Pristan a un climat continental de mousson. Le mois de l'année le plus chaud est août, avec une température moyenne de 18,9 °C, et le plus froid celui de janvier, avec une température moyenne de −10,3 °C. La température moyenne annuelle est de 5,32 °C. Les précipitations varient beaucoup en fonction de la période de l'année, l'hiver étant sec, avec seulement 14 mm de précipitations en février. À l'inverse, l'été est pluvieux, avec 126 mm de précipitations en juillet. Le manteau neigeux tient au sol de la mi-octobre au début d'avril,.
- Température record la plus froide : −30,5 °C (février 1933)
- Température record la plus chaude : 37,8 °C (juillet 1958)
- Nombre moyen de jours sans gel : 151
- Vitesse moyenne annuelle du vent : 3,3 m/s
- Vitesse record du vent : 40 m/s (janvier 1960)
- Humidité relative mensuelle moyenne en janvier : 46 %
- Humidité relative mensuelle moyenne en juillet : 89 %
- Record de précipitations en 24 h : 174,5 mm (août 1972)

| Mois                                                | jan.     | fév.       | mars       | avril     | mai       | juin      | jui.      | août      | sep.      | oct.       | nov.      | déc.       | année      |
| --------------------------------------------------- | -------- | ---------- | ---------- | --------- | --------- | --------- | --------- | --------- | --------- | ---------- | --------- | ---------- | ---------- |
| Température minimale moyenne (°C)                   | −14,7    | −12,6      | −6,6       | −0,6      | 4,4       | 9,1       | 14        | 15,6      | 10,1      | 2,5        | −5,7      | −13,3      | −1,025     |
| Température moyenne (°C)                            | −10,3    | −7,4       | −1,6       | 4         | 8,3       | 11,9      | 16,6      | 18,9      | 15,2      | 8          | −1        | −8,8       | 5,32       |
| Température maximale moyenne (°C)                   | −4,9     | −1,7       | 3,8        | 9,6       | 13,5      | 16        | 20,1      | 22,9      | 20,7      | 14,1       | 4,7       | −3,6       | 9,46       |
| Record de froid (°C) date du record                 | −30 1998 | −30,5 1933 | −25,5 1970 | −12 1939  | −4,1 2003 | 0,2 1998  | 3,6 1976  | 1,9 2017  | −3,5 1969 | −11,3 1964 | −22 1942  | −30,1 1937 | −30,5 1933 |
| Record de chaleur (°C) date du record               | 8,6 2023 | 12,2 2019  | 23,5 2018  | 31,7 1998 | 35,4 2014 | 34,3 1999 | 37,8 1958 | 35,6 1994 | 31,4 1994 | 27,9 2004  | 22,3 1971 | 11 2004    | 37,8 1958  |
| Ensoleillement (h)                                  | 188      | 195        | 226        | 196       | 184       | 152       | 139       | 171       | 213       | 218        | 184       | 175        | 2 241      |
| Précipitations (mm)                                 | 16       | 14         | 27         | 53        | 83        | 93        | 126       | 125       | 111       | 71         | 40        | 23         | 777        |
| Précipitations les plus basses (mm) année du record | 0 1935   | 0 1950     | 0 2011     | 4 1944    | 3 2003    | 16 1982   | 30 1997   | 20 1937   | 6 2023    | 0 1986     | 0,2 1984  | 0 1966     | 402 1937   |
| Précipitations les plus hautes (mm) année du record | 74 2009  | 68 2020    | 89 2007    | 208 1959  | 185 2016  | 341 1974  | 528 2013  | 397 2023  | 350 1951  | 277 2002   | 150 1988  | 72 2022    | 1 294 1972 |
| Record de pluie en 24 h (mm) date du record         | 41 1982  | 43 2020    | 59 1947    | 104 1959  | 96 1986   | 112 1991  | 141 2013  | 175 1972  | 217 2011  | 106 1972   | 91 1988   | 53 2015    | 217 2011   |
| Nombre de jours avec précipitations                 | 3,3      | 3,3        | 6,1        | 7,7       | 11,6      | 13        | 13,6      | 12,7      | 9,5       | 6,7        | 4,8       | 3,8        | 96,1       |

| Diagramme climatique                                  |             |           |           |           |         |           |             |             |           |           |             |
| J                                                     | F           | M         | A         | M         | J       | J         | A           | S           | O         | N         | D           |
| −4,9−14,716                                           | −1,7−12,614 | 3,8−6,627 | 9,6−0,653 | 13,54,483 | 169,193 | 20,114126 | 22,915,6125 | 20,710,1111 | 14,12,571 | 4,7−5,740 | −3,6−13,323 |
| Moyennes : • Temp. maxi et mini °C • Précipitation mm |             |           |           |           |         |           |             |             |           |           |             |

| Mois                              | jan. | fév. | mars | avril | mai  | juin | jui. | août | sep. | oct. | nov. | déc. | année |
| --------------------------------- | ---- | ---- | ---- | ----- | ---- | ---- | ---- | ---- | ---- | ---- | ---- | ---- | ----- |
| Température minimale moyenne (°C) | −2   | −1,9 | −1,9 | −0,7  | 0,7  | 3,6  | 7,3  | 8,6  | 3,1  | 0,5  | 1,7  | −1,9 | 0,97  |
| Température moyenne (°C)          | −1,4 | −1,2 | 0    | 2,5   | 6    | 10,4 | 15,2 | 17,5 | 15   | 8,8  | 3,4  | −0,2 | 6,33  |
| Température maximale moyenne (°C) | 1,8  | 2,5  | 5,8  | 9,1   | 14,4 | 17,8 | 22,3 | 23   | 22,4 | 17,5 | 11   | 5,7  | 12,78 |

### Pollution et impacts
La vallée de la Roudnaïa, comprenant Dalnegorsk et Roudnaïa entre autres avec les usines, est considérée comme l'un des endroits les plus pollués au monde. L'endroit a été étudié dans les années 1980 et 1990 par l'Institut de géographie du Pacifique. L'institut a détecté des teneurs élevées en métaux lourds dans l'eau, dans les précipitations, dans les sols, dans les plantes et avec une impactif significatif négatif sur la flore et la faune de la vallée. D'après un rapport d'État de 1999, la vallée est l'une des cinq agglomérations les plus polluées de Russie.
Selon une étude de 2006, le niveau de contamination en plomb dans le sol atteint 95 000 mg/kg, alors que la moyenne dans la région est de 2 095 mg/kg. Les habitants utilisent des conteneurs pour l'eau, mais sans se soucier d'où l'eau provient. Dans un conteneur, le niveau en plomb était de 293 000 mg/kg, teneur extrêmement dangereuse.
Les habitants souffrent de diverses maladies à cause des taux élevés de métaux lourds, notamment du plomb, notamment le saturnisme, dont chez les enfants. Chez les enfants, la teneur en plomb en moyenne en 2006 était de 12,5 µg/dl sur un échantillon de 120 enfants.
En 2006, le Blacksmith Institute, ONG, a reconnu Roudnaïa Pristan et Dalnegorsk comme parmi les dix endroits les plus pollués au monde, provoquant la surprise des ONG environnementales locales. L'ONG a dénoncé les rejets de l'usine, jusqu'à 2 900 m3/jour d'eaux rejetées avec des concentrations allant jusqu'à 100 kg de plomb et 20 kg d'arsenic. Les niveaux de plomb dans le sang des enfants sont jusqu'à 20 fois supérieure à ce qui était alors légal aux États-Unis, et l'ONG a relevé que 85 tonnes de particules étaient émises chaque année dans l'air, avec des concentrations de plomb et d'arsenic respectivement de 50 et 0,5 tonne. 
Par ailleurs en 2006, une barge-benne a coulé lors du déchargement de minerai polymétallique. Lors du naufrage dans la baie, épave qui est d'ailleurs restée au fond, il y avait une cinquantaines de tonnes de minerai.

## Histoire

### Archéologie
Roudnaïa Pristan figure parmi les sites archéologiques du kraï du Primorié. Le site se trouve à 2 km à l'ouest, et contient les traces de plusieurs cultures. Le site a été découvert par des géomorphologues, et a été fouillé par Alekseï Okladnikov en 1953 et 1955, et par V.I. Diakov en 1982-1986 et en 1990. 
La couche inférieure du site est composée de traces de la culture de Roudnaïa (milieu du VIe millénaire av. J.-C. - Ve millénaire av. J.-C.), avec 15 maisons sur une superficie de 16 mètres de diamètre. Il y avait des ornements, des outils en pierre, des figures animales en silex, etc. La couche supérieure représente elle la culture de Zaïssanovka, avec environ 20 maisons de tailles et structures différentes, la plupart avec un foyer oval au centre. Des récipients et autres objets en céramique ont été retrouvés.  Par ailleurs, il y a des traces de culture de Lidovka dans son étape initiale, avec une maison de plus de 140 m2, des céramiques, des carillons et moulins à grains en pierre, des pierres polies, et une douille en bronze. Enfin, il y a des traces de la culture Mohe avec un grand cimetière, culture datée des VIIIe – Xe siècles de notre ère.

### Période contemporaine
Le village de Roudnaïa Pristan et son histoire sont intrinsèquement liés à la ville voisine de Dalnegorsk, alors appelée Tetioukhe (chinois : 野豬河 ; pinyin : Yězhūhé ; litt. « la vallée des sangliers »). La date de fondation est considérée comme l'année 1907, quand l'exploitation de la mine à Tetioukhe a commencé. Les minerais extraits étaient alors amenés à la baie de Tetioukhe (aujourd'hui baie de la Roudnaïa), et exportés par voie maritime. Tetioukhe et son port étaient reliés par un chemin de fer le long de la rive gauche de la rivière Tetioukhe (aujourd'hui rivière Roudnaïa). Des saisonniers chinois étaient embauchés sur ce chemin de fer long de 35 km.
En 1908, une jetée fut construite, et l'aménagement des installations du port a commencé. En 1909, deux casernes furent construites pour les Chinois qui y travaillaient. Il y eut aussi la construction d'une scierie, d'un bureau de poste, d'une cantine et d'un magasin.
En 1930, une fonderie de plomb fut construite à Plavzavod. Dès janvier 1932, l'entreprise fut nationalisée par l'État soviétique. Au milieu des années 1930, l'usine fondaient 52,8 % du plomb total fondu dans le pays. Pendant la Seconde Guerre mondiale, la production a augmenté de plus de 15 % afin d'alimenter le front. Une balle soviétique sur neuf avait du plomb fondu dans une usine de Roudnaïa Pristan. Une fois la guerre finie, l'usine fut modernisée.
En 1945, Plavzavod  a été rebaptisé Tetioukhe Pristan. En décembre 1972, avec le renommage des lieux géographiques en Extrême-Orient à la suite du conflit frontalier sino-soviétique de 1969, l'endroit est renommé Roudnaïa Pristan, et la rivière est renommée Roudnaïa.
La crise économique des années 1990 suivant l'effondrement de l'URSS n'a pas épargné l'usine. Le volume de production a diminué fortement, et en février 1994, un des bâtiments a pris feu, forçant l'usine à fermer plusieurs mois. Le 1er janvier 1999, l'usine a été privatisée. Depuis l'usine a connu un nouvel essor, avec une volume de production multipliée par 2,5 entre 1998 et 2000.
Le 1er janvier 2005, la commune urbaine de Roudnaïa Pristan a été rétrogradée en village.

## Démographie
L'évolution démographique est connue grâce aux huit recensements qu'a connu la ville, entre 1926 et 2021 pour le dernier. La population a connu une forte croissance entre 1926 et 1959, passant de 191 habitants pour la première date à 6 206 habitants en 1959. Mais contrairement aux autres villes et villages du Primorié, la population baisse depuis 1959, et non 1989, date de l'effondrement de l'URSS. Sa population s'élevait à 1 433 habitants au recensement de 2021.
Recensements (*) et estimations de la population,:
| 1926* | 1959* | 1970* | 1979* | 1989* | 2002* |
| ----- | ----- | ----- | ----- | ----- | ----- |
| 191   | 6 206 | 5 478 | 3 159 | 2 947 | 2 389 |

| 2010* | 2021* | - | - | - | - |
| ----- | ----- | - | - | - | - |
| 2 107 | 1 433 | - | - | - | - |

## Économie et transports

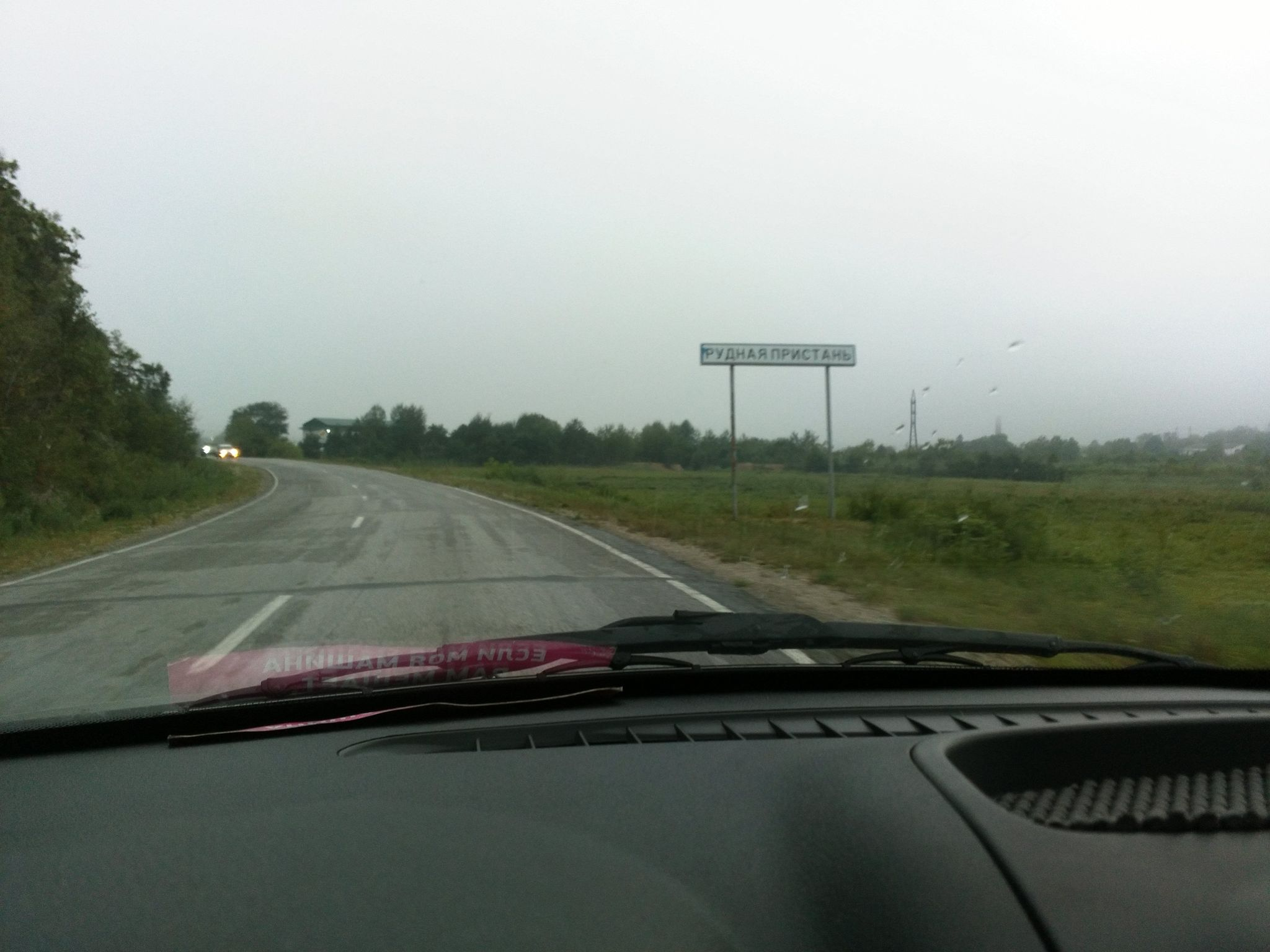
Arrivée à Roudnaïa Pristan depuis la 05K-442.

L'usine minière et métallurgique d'Extrême-Orient opère dans le village, et elle pollue considérablement l'environnement. C'est une usine qui fond le plomb, et le village possède aussi un port pour expédier ls produits de Dalnegorsk et de Roudnaïa Pristan.
L'aéroport le plus proche est celui de Dalnegorsk, qui a des rotations régulières avec l'aéroport de Vladivostok. En termes de transport en commun, le village a des bus, qui le relie à Dalnegorsk, Kamenka et Krasnoretchenski.
Concernant les routes, Roudnaïa Pristan est desservie par la route régionale 05N-100, route qui termine à Roudnaïa Pristan  et qui va jusqu'à la route fédérale A370 à la hauteur d'Ossinovka. La route A370 relie au nord Khabarovsk et au sud Vladivostok. Sinon, il y a la 05K-442 qui commence ici en direction du nord, longue de 137 km, pour terminer à Terneï. De Terneï, une autre route mène vers les autres localités du raïon de Terneï. 

## Culture et sites touristiques

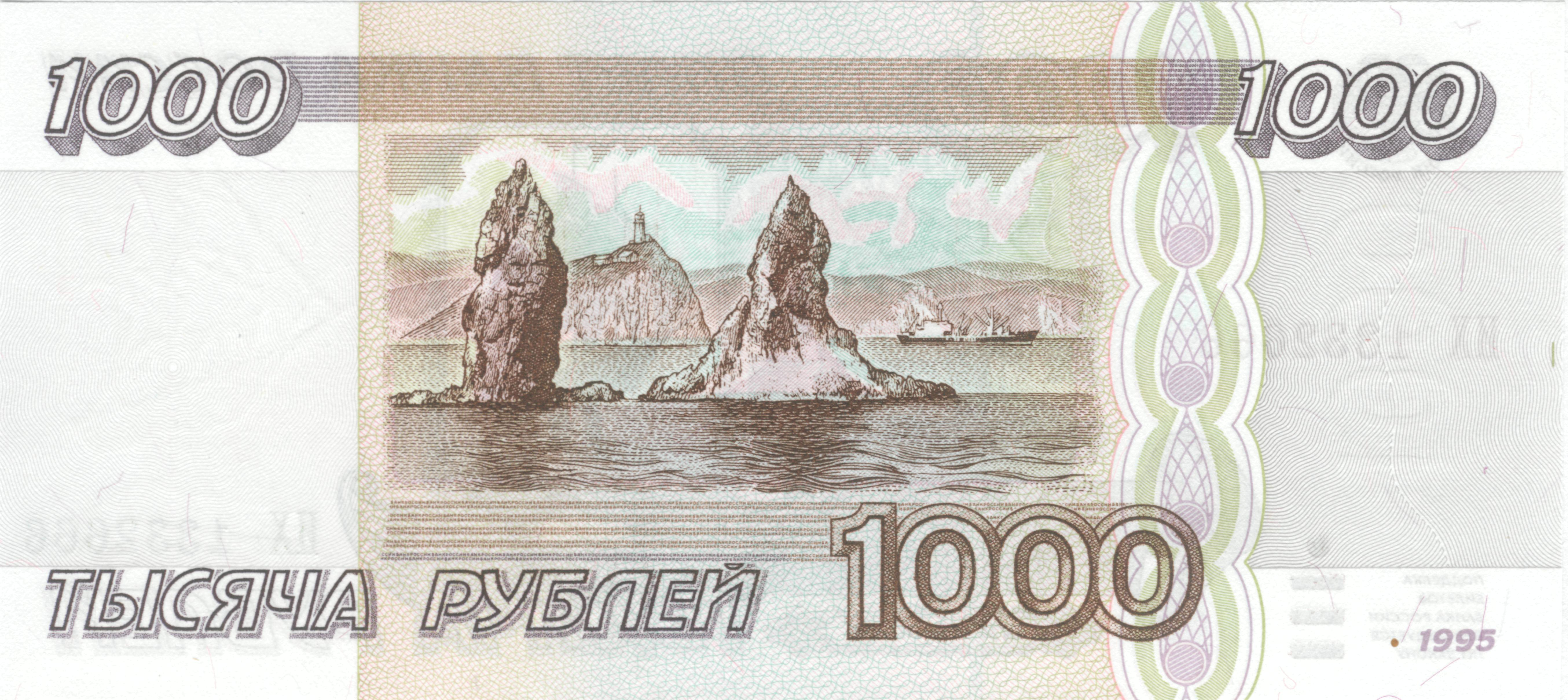
Billet de 1000 roubles de 1995.

Les deux frères sont une des sites de Roudnaïa Pristan. Ils sont situés à 130 mètres du littoral et à 3,7 km au sud de Roudnaïa Pristan. Ce sont deux stacks, c'est-à-dire des éperon d'érosion marine en forme de pilier qui s'élèvent hors de l'eau. La hauteur du plus gros rocher est de 23,2 mètres. Ils sont visités en été par de nombreux touristes, et sont devenus largement connus dans le pays grâce à leur image sur le billet de 1 000 roubles de la série 1995.*
Sa baie, son phare et ses deux frères sont devenus récemment des haut-lieux de plongée pour le pays malgré la population. La plongée est réputée en raison de la faune et la flore sous-marine , dont des poissons rares comme Agonomalus proboscidalis. Le village attire de plus en plus de touristes venant les voir et de photographes. Le phare sur le cap Briner, construit dans les années 1950, est aujourd'hui abandonné. 

## Galerie

Roudnaïa Pristan (sélection) :
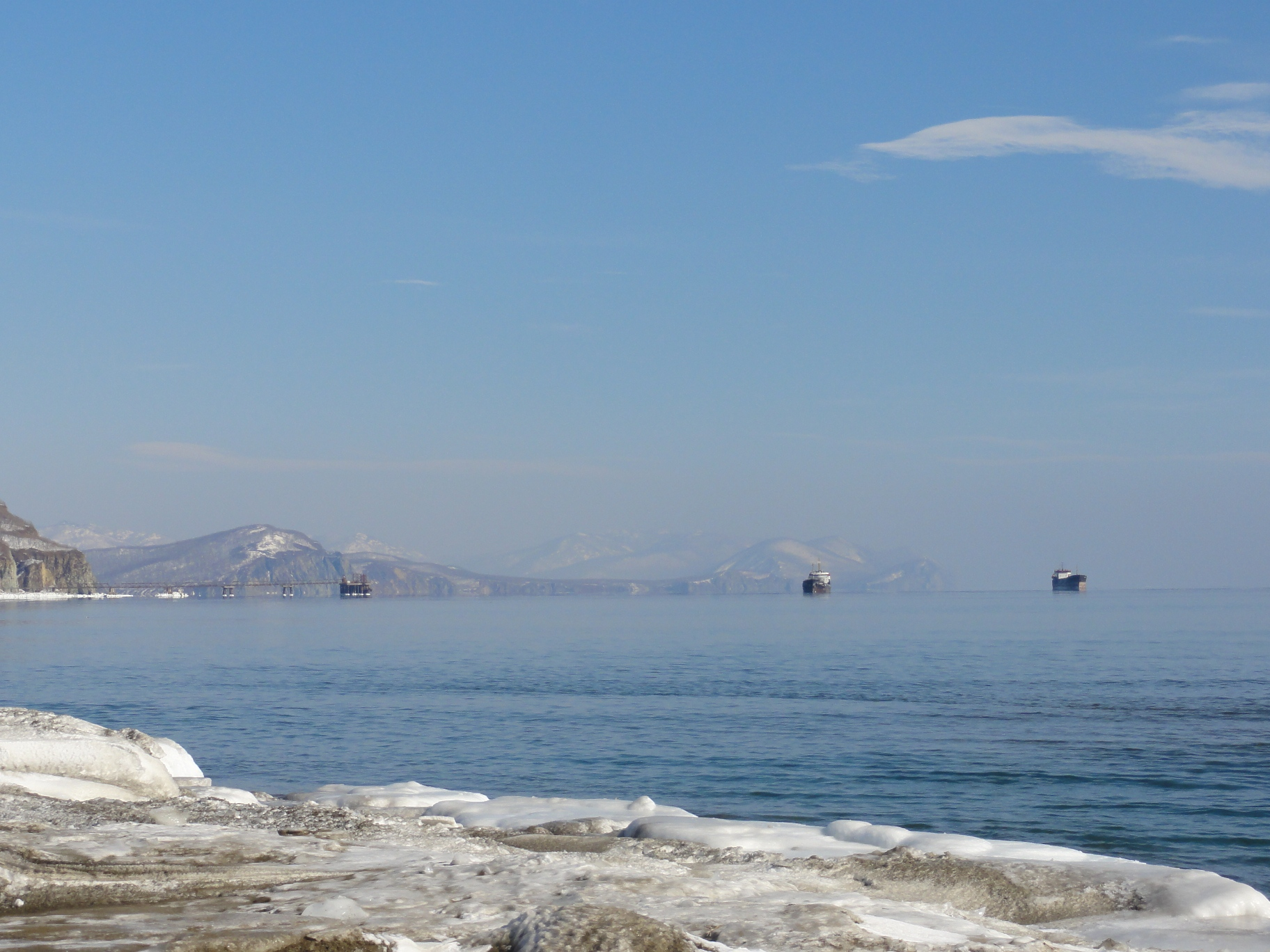
Baie de Roudnaïa et bateaux en février 2013.
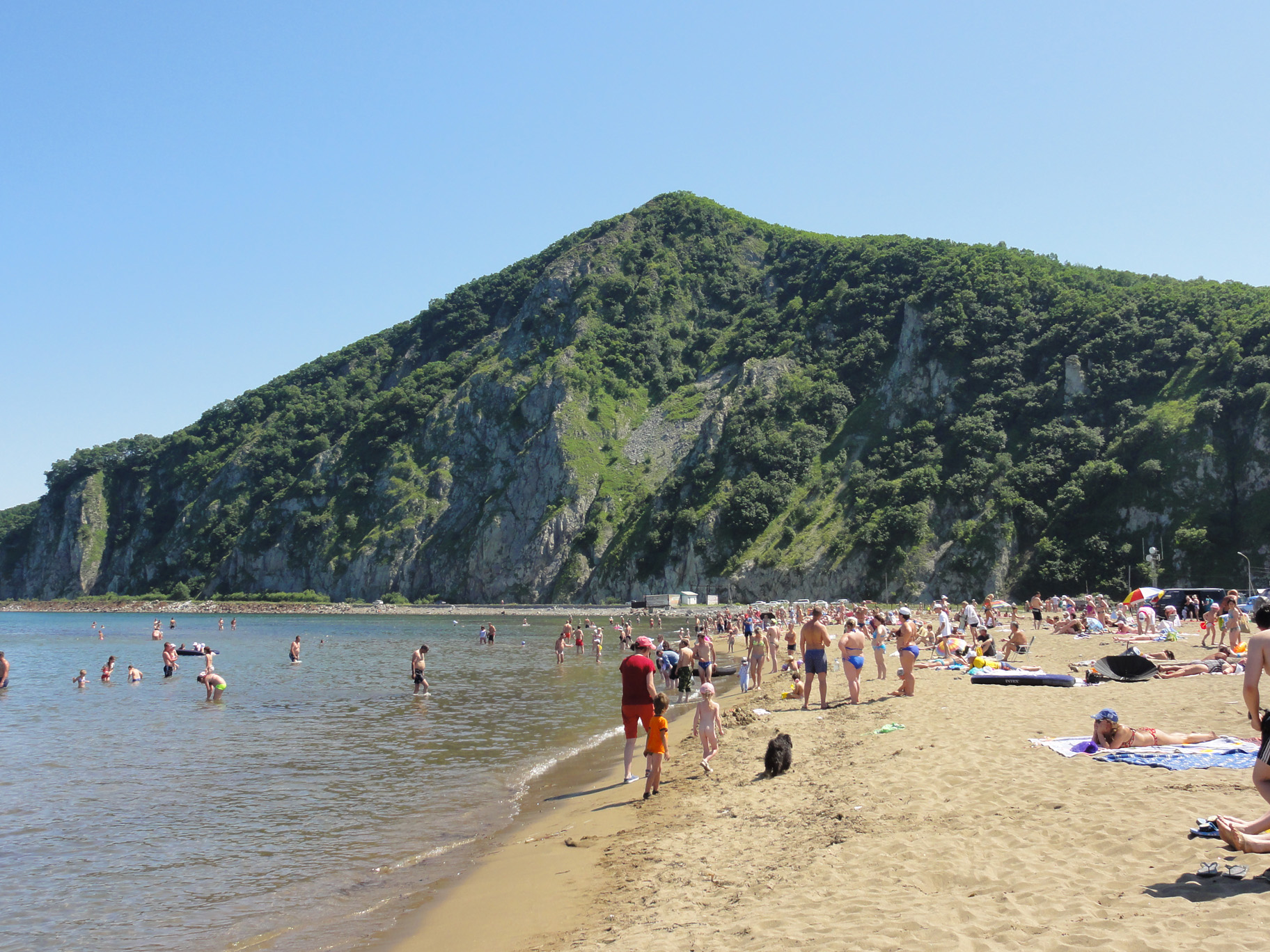
Plage de la baie de Roudnaïa en été.
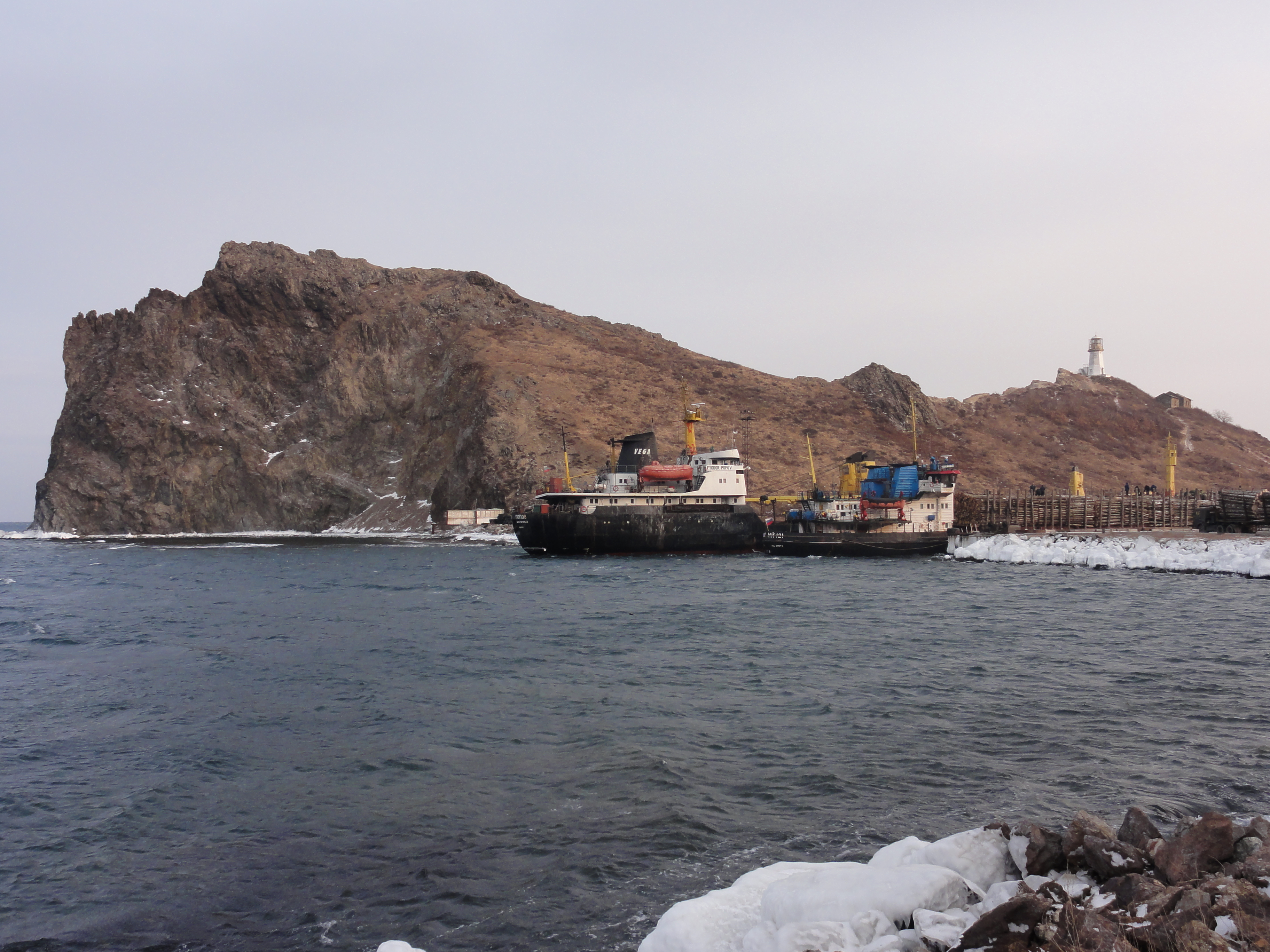
Port, cap Briner et le phare de Roudny.